# Station Corbehem
Station Corbehem is een spoorwegstation in de Franse gemeente Corbehem aan de lijn van Parijs naar Rijsel.